# Жиме
Жиме (фр. Gimeux) насеље је и општина у западној Француској у региону Поату-Шарант, у департману Шарант која припада префектури Коњак.
По подацима из 2011. године у општини је живело 736 становника, а густина насељености је износила 99,46 становника/km². Општина се простире на површини од 7,4 km². Налази се на средњој надморској висини од 60 метара (максималној 61 m, а минималној 6 m).

## Демографија
| 1962. | 1968. | 1975. | 1982. | 1990. | 1999. | 2011. |
| ----- | ----- | ----- | ----- | ----- | ----- | ----- |
| 346   | 390   | 465   | 686   | 751   | 713   | 736   |

График промене броја становника у току последњих година